# Fagnano Castello
Fagnano Castello és un municipi italià, dins de la província de Cosenza, que limita amb els municipis d'Acquappesa, Cetraro, Malvito, Mongrassano, San Marco Argentano i Santa Caterina Albanese a la mateixa província.

## Evolució demogràfica
| Població censada al municipi de Fagnano Castello | Població censada al municipi de Fagnano Castello | Població censada al municipi de Fagnano Castello |
| ------------------------------------------------ | ------------------------------------------------ | ------------------------------------------------ |
|                                                  |                                                  |                                                  |
| Notes:                                           | Elaboració gràfica per part de la Viquipèdia     |                                                  |
|                                                  | Font: ISTAT (Institut Nacional d'Estadística)    |                                                  |